# Atak z wybranym szyfrogramem
Atak z wybranym szyfrogramem (ang. chosen ciphertext attack, CCA) – jedna z metod łamania szyfrów, która zakłada, że kryptoanalityk ma możliwość wybrania różnych szyfrogramów oraz zdobycia tekstów jawnych tych szyfrogramów. Metoda ta zazwyczaj jest stosowana do łamania szyfrów opartych na kluczu publicznym.
Celem tego ataku jest zdobycie danych, które w przyszłości (np. po utracie dostępu do wyroczni) pozwolą na zdobycie jakichkolwiek informacji dotyczących zaszyfrowanych wiadomości lub klucza szyfrującego. Taki atak może być również użyteczny, kiedy nie można wykorzystać wyroczni do dekodowania wszystkich możliwych kryptogramów (w tym będących celem ataku), ale istnieje do niej stały dostęp.
- Lunchtime attack jest nieadaptywnym atakiem z wybranym szyfrogramem (CCA-1, non-adaptive, indifferent chosen-ciphertext attack), czyli atakiem, w którym atakujący musi wybrać pakiet szyfrogramów do rozszyfrowania przed atakiem (w trakcie ataku może nie mieć czasu lub możliwości na ich modyfikacje). Szyfrogramy muszą być tak wybrane, aby jak najbardziej osłabić układ szyfrujący.

- Midnight attack jest adaptywnym atakiem z wybranym szyfrogramem (CCA-2, adaptive chosen-ciphertext attack). Rozszerza on poprzedni scenariusz o możliwość modyfikacji kolejnych szyfrogramów na podstawie odpowiedzi, które daje nam wyrocznia.